# Полиці (Польща)
Поли́ці (пол. Police, нім. Pölitz) — місто в північно-західній Польщі, на річках Одра та Гуниця. У границях міста розташовано 7 островів. Річковий порт.
За станом на 31 березня 2014 року, місто мало 33611 жителів.

## Демографія
Демографічна структура станом на 31 березня 2011 року:
|          | Загалом | Допрацездатний вік | Працездатний вік | Постпрацездатний вік |
| -------- | ------- | ------------------ | ---------------- | -------------------- |
| Чоловіки | 16778   | 3288               | 12400            | 1090                 |
| Жінки    | 17258   | 3044               | 11425            | 2789                 |
| Разом    | 34036   | 6332               | 23825            | 3879                 |